# Marvin Ackermann
Marvin Ackermann (6 marzo 1991) è un ex sciatore alpino tedesco.
È sposato con la connazionale Christina Geiger, a sua volta sciatrice alpina di alto livello.

## Biografia
Attivo in gare FIS dal dicembre del 2006, Ackermann ha esordito in Coppa Europa il 10 novembre 2009 a Reiteralm in supergigante (89º) e in Coppa del Mondo il 14 dicembre 2012 in Val Gardena nella medesima specialità (43º); il giorno successivo ha ottenuto, sempre in Val Gardena ma in discesa libera, il suo miglior piazzamento nel massimo circuito internazionale (41º) nel quale avrebbe poi preso il via solo una terza e ultima volta, il 23 febbraio 2013 a Garmisch-Partenkirchen in discesa libera (50º).
Si è ritirato durante la stagione 2013-2014 e la sua ultima gara è stata la discesa libera di Coppa Europa disputata a Wengen l'11 gennaio, che non ha completato; in carriera non ha preso parte a rassegne olimpiche o iridate.

## Palmarès

### Coppa Europa
- Miglior piazzamento in classifica generale: 133º nel 2012

### Nor-Am Cup
- Miglior piazzamento in classifica generale: 49º nel 2013
- 1 podio:
  - 1 terzo posto